# Lagynos

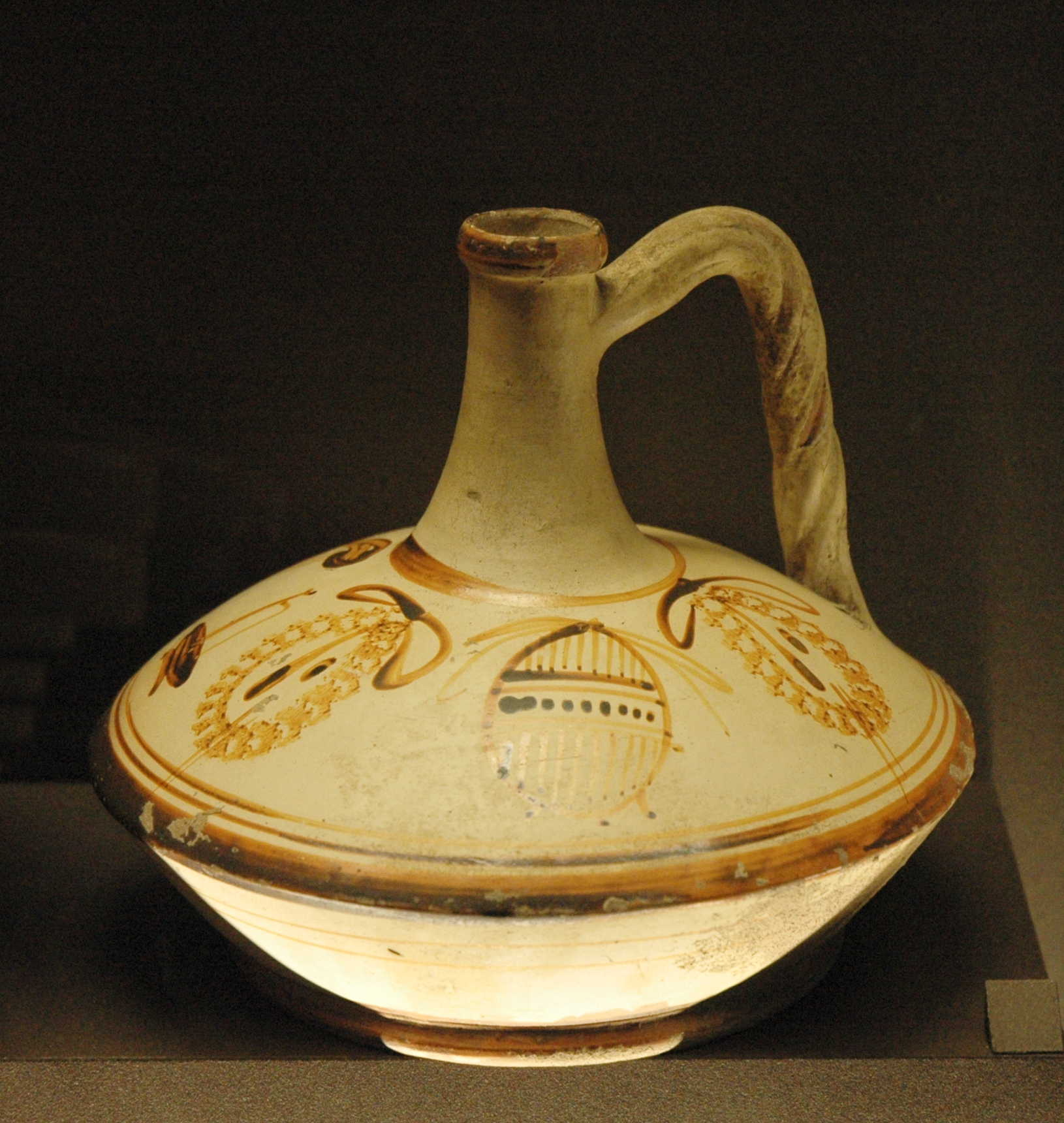
Lagynos. Parigi, Museo del Louvre M149.

Il lagynos (pl. lagynoi) era una brocca in uso presso antichi greci e romani per servire il vino; era particolarmente diffusa nel periodo ellenistico, tra il III e il I secolo a.C., ed era una forma tipica della Grecia orientale. In epoca romana il termine continuò ad essere utilizzato e venne applicato ad esemplari di forma simile.
Le fonti antiche, dal IV secolo a.C. in avanti, descrivono il lagynos come una brocca da vino che presenta collo alto e stretto, corpo largo con ampia spalla e un'unica ansa verticale che si imposta tra la spalla e il limite inferiore dell'orlo; si distingueva per un tipico gorgoglio che si produceva nell'atto del versare. Veniva usato nel simposio, spesso portato dal simposiasta come contributo al banchetto. Viene descritto anche come unità di misura corrispondente a dodici kotylai; ne esistono infatti esemplari non decorati, utilizzati per il trasporto e il commercio, recanti stampi di fabbrica, come era in uso per le anfore.
Il profilo del corpo si presentava più frequentemente angolare piuttosto che arrotondato. Tra gli esemplari decorati, più piccoli rispetto a quelli utilizzati nel trasporto e commercio, sono particolarmente noti e diffusi quelli a fondo chiaro, di epoca ellenistica. La tipica decorazione si presenta concentrata sulla spalla e gli ornamenti più comuni sono ghirlande, festoni e raggi, ma possono trovarvisi anche piccoli oggetti, strumenti musicali e delfini. Alcune zone sono sottolineate da fasce colorate, come il piede, l'orlo, l'unione tra spalla e ventre e tra collo e spalla.